# Арис-поле
В руския фолклор Арис-поле е бързо като вятър същество, в което се е превърнала млада жена, коварно омагьосана от нейната зла мащеха-вещица.